# Piarensins
Els piarensis (en llatí piarensii, en grec antic Πιαρήνσιοι,) eren un poble de la Mèsia Inferior, que vivien a la zona de la frontera amb Tràcia. Els menciona Claudi Ptolemeu (Geografia III. 10 § 9).